# 흰꼬리산토끼
흰꼬리산토끼(Lepus townsendii)는 토끼과에 속하는 포유류의 일종이다. 북아메리카 서부 지역에서 발견되는 멧토끼이다. 다른 멧토끼와 집토끼처럼, 토끼목에 속한다. 번식을 위한 짝짓기 철을 제외하고는 무리 생활을 하지 않고 독립 생활을 한다. 얕게 파인 땅에, 한 번에 4-5마리의 새끼를 낳고, 풀을 덮어 위장한다.

## 아종
2종의 아종이 있다.
- L. townsendii townsendii
- L. townsendii campanius